# Psilomorpha tenuipes
Psilomorpha tenuipes là một loài bọ cánh cứng trong họ Cerambycidae.